# نبرد رودخانه نام
نبرد رودخانه نام درگیری بین فرماندهی سازمان ملل (UN) و نیروهای کره شمالی در اوایل جنگ کره از ۳۱ اوت تا ۱۹ سپتامبر ۱۹۵۰ در کنار رودخانه نام و رودخانه ناکتانگ در کره جنوبی بود. این بخشی از نبرد پیرامونی پوسان بود و یکی از چندین نبرد سختی بود که به صورت همزمان صورت گرفت. این جنگ بعد از اینکه نیروهای ارتش ایالات متحده (US) با حمله ارتش خلق کره (KPA) در آن سوی رودخانه مقابله کردند، در آخر با پیروزی نیروهای سازمان ملل تمام شد.
در دفاع از ماسان در طول نبرد ماسان، هنگ ۳۵ پیاده‌نظام ایالات متحده، لشکر ۲۵ پیاده‌نظام مواضع خود را در امتداد رودخانه نام، یکی از شاخه‌های متعدد رودخانه ناکتانگ در جناح جنوبی محیط پوسان اتخاذ کرد. لشکر 7 KPA در ۳۱ اوت از رودخانه رد شد و در حالی که پیاده‌نظام ۳۵ ایالات متحده جلوی پیشروی KPA کره را گرفت، هزاران نفر از نیروهای KPA کره از سوراخی در خط بهره‌برداری کردند و هنگ را محاصره کردند. جنگ سختی شکل گرفت که در آن واحدهای ایالات متحده و KPA کره در تمام طول و پشت خط رودخانه کوم به سختی با هم درگیر بودند. در پایان، نیروهای KPA توسط نیروهای آمریکایی شکست داده شدند.
در طول جنگ، پیاده‌نظام ۳۵ ایالات متحده چه در در عقب راندن لشکر KPA کره و چه در جلوگیری از پیشروی آن برای تصرف پوسان نقش مؤثری داشته‌است. عملکرد پیاده‌نظام ۳۵ در نبرد سبب گردید این هنگ یک استناد واحد ریاست جمهوری را به ارمغان آورد.

## زمینه

### محیط پوسان
از ابتدای جنگ کره و تهاجم کره شمالی به کره جنوبی، KPA کره شمالی از نظر نیروی انسانی و تجهیزات برتری نسبی به ارتش جمهوری کره (ROK) و نیروهای سازمان ملل متحد که برای جلوگیری از فروپاشی آن به کره جنوبی اعزام شده بودند، داشت. تاکتیک‌های KPA کره به این صورت بود که از تعقیب تهاجمی نیروهای سازمان ملل در تمام مسیرهای نزدیک به جنوب و درگیری تهاجمی با آنها، حمله از جلو و آغاز یک احاطه مضاعف از هر دو جناح واحد، که به KPA فرصت می‌داد تا نیروهای مخالف را محاصره و قیچی کند. که بعد از آن مجبور به عقب‌نشینی در بی‌نظمی می‌شود و اغلب بسیاری از تجهیزات خود را پشت سر می‌گذارد. KPA کره از حمله ابتدایی خود در ۲۵ ژوئن تا جنگ‌های ماه جولای و اوایل آگوست از این تاکتیک‌ها برای شکست دادن مؤثر هر نیروی سازمان ملل و عقب راندن آن به سمت جنوب استفاده کرد. با این حال، وقتی که نیروهای سازمان ملل، تحت فرماندهی ارتش هشتم ایالات متحده، در ماه اوت، در محدوده پوسان قرار گرفتند، نیروهای سازمان ملل یک خط ممتد در کنار شبه جزیره داشتند که نیروهای KPA کره نمی‌توانستند در مقابل آن بایستند، و برتری آنها از نظر تعداد، روزانه به عنوان برتری لجستیکی سازمان ملل کم‌تر می‌شد. این سیستم نیروها و تدارکات بیشتری را به نیروهای سازمان ملل وارد کرد.

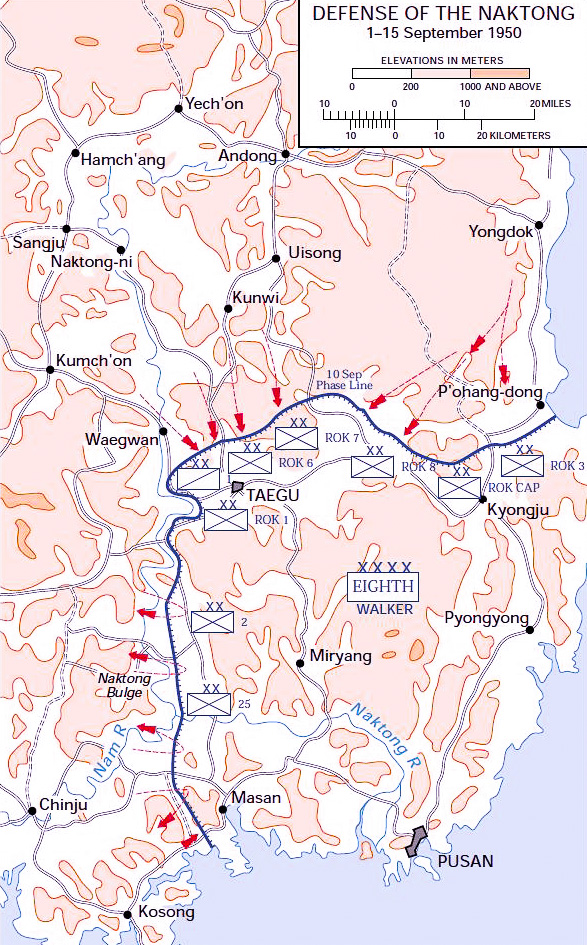
نقشه خط دفاعی پیرامونی پوسان در سپتامبر ۱۹۵۰ کریدور کیونگجو شمال شرقی‌ترین بخش است.

هنگامی که KPA کره شمالی در ۵ آگوست به محیط پوسان رسید، همان تکنیک حمله از جلو را در چهار راه اصلی نزدیک شدن به محیط صورت داد. در طول ماه اوت، لشکر 6 KPA، و بعداً لشکر 7 KPA، با لشکر ۲۵ پیاده‌نظام ایالات متحده در نبرد ماسان درگیر شدند، در ابتدا یک ضد حمله سازمان ملل قبل از مقابله با نبرد در کومام نی و کوه نبرد را دفع کردند. این حملات در حالی متوقف شد که نیروهای سازمان ملل، مجهز و با ذخایر فراوان، بارها حملات KPA را دفع کردند. در شمال ماسان، لشکر 4 KPA و لشکر ۲۴ پیاده‌نظام ایالات متحده در منطقه Naktong Bulge جنگیدند. در نبرد اول Naktong Bulge، لشکر KPA نتوانست سر پل خود را از روی رودخانه نگه دارد زیرا تعداد زیادی از نیروهای ذخیره ایالات متحده برای دفع آن وارد شدند و در ۱۹ اوت، لشکر 4 KPA مجبور به عقب‌نشینی از رودخانه شد. ۵۰ درصد تلفات. در منطقه Taegu، پنج لشکر KPA توسط سه لشکر سازمان ملل در چندین تلاش برای حمله به شهر در طول نبرد Taegu عقب رانده شدند. نبردهای شدیدی در نبرد کوچه بولینگ رخ داد که در آن لشکر 13 KPA تقریباً به‌طور کامل در این حمله نابود شد. در ساحل شرقی، سه لشکر دیگر KPA توسط ROK در P'ohang-dong در طول نبرد P'ohang-dong عقب رانده شدند. در تمام طول جبهه، نیروهای KPA از این شکست‌ها متحمل می‌شدند، اولین بار در جنگ، تاکتیک‌های آنها کارساز نبود.

### فشار شهریور
فرماندهی KPA در برنامه‌ریزی حمله جدید خود تصمیم گرفت که هر گونه تلاش برای کنار زدن نیروهای سازمان ملل به لطف حمایت نیروهای دریایی سازمان ملل غیرممکن است. در عوض، آنها تصمیم گرفتند از یک حمله پیشانی برای شکستن محیط و فروپاشی آن استفاده کنند. این تنها امید برای دستیابی به موفقیت در نبرد تلقی می‌شد. کره شمالی که توسط اطلاعات اتحاد جماهیر شوروی تغذیه می‌شد، از تجمع نیروهای سازمان ملل در امتداد محیط پوسان آگاه بودند و باید به زودی حمله ای انجام دهند وگرنه نمی‌توانند در نبرد پیروز شوند. هدف ثانویه محاصره تاگو و نابودی واحدهای سازمان ملل در آن شهر بود. به عنوان بخشی از این مأموریت، KPA ابتدا خطوط تدارکات را به تاگو قطع کرد.
در ۲۰ اوت، فرماندهی KPA دستورات عملیات را بین واحدهای تابعه خود توزیع کرد. این طرح مستلزم حمله همزمان پنج شاخه علیه خطوط سازمان ملل بود. این حملات مدافعان سازمان ملل را تحت تأثیر قرار می‌دهد و به KPA اجازه می‌دهد حداقل در یک مکان از خطوط عبور کند و نیروهای سازمان ملل را مجبور به عقب‌نشینی کند. پنج گروه جنگی دستور داده شد. در بخش جنوبی بخش خود، جایی که لشکر ۲۵ پیاده‌نظام ایالات متحده خط سازمان ملل را در اختیار داشت، سپاه I KPA یک حمله قوی را برنامه‌ریزی کرد و آن را با حمله علیه لشکر ۲ پیاده‌نظام ایالات متحده در شمال هماهنگ کرد. لشکرهای ۶ و 7 KPA دستور حمله خود را در ۲۰ اوت دریافت کردند. این طرح از سپاه I KPA خواست تا در ساعت ۲۲:۰۰ روز ۳۱ اوت در تمام طول خط حمله کند لشکر ششم، در جنوب‌ترین نقطه در جناح راست، باید از طریق‌هامان، ماسان، و چینهه حمله کند و سپس کومهه را در سمت غرب دلتای رودخانه ناکتانگ در ۱۵ مایل (۲۴ کیلومتر) تصرف کند. از پوسان، تا ۳ سپتامبر. منطقه حمله قرار بود در جنوب بزرگراه چینجو به کومام نی به ماسان باشد. لشکر ۷، در خط بعدی شمال لشکر ۶، قرار بود به شمال بزرگراه ماسان، چرخ سمت چپ به ناکتانگ حمله کند و منتظر لشکر ۶ در سمت راست و لشکر 9 KPA در سمت چپ باشد تا به آن بپیوندند. بخشی از لشکر هفتم در منطقه Uiryong در غرب رودخانه Nam متمرکز بود. این طرح لشکر ۶ را در مقابل هنگ پیاده‌نظام ۲۴ و لشکر ۷ در مقابل هنگ ۳۵ پیاده‌نظام ایالات متحده قرار داد. به عنوان بخشی از این طرح، لشکر 6 KPA چندین هفته قبل با پیاده‌نظام ۲۴ در کوه نبرد درگیر شده بود، بدون هیچ دستاوردی برای هیچ‌یک از طرفین.

## نبرد

### گذرگاه کره شمالی
نیروهای لشکر 7 KPA تمام تلاش خود را برای حمله به خط ۳۵ پیاده‌نظام ایالات متحده انجام دادند. در ساعت ۲۳:۳۰ روز ۳۱ آگوست، یک اسلحه خودکششی KPA SU-76 از آن سوی نام، گلوله‌هایی را به سمت موقعیت گروهان G، پیاده‌نظام ۳۵، مشرف به رودخانه شلیک کرد. در عرض چند دقیقه، توپخانه KPA از پل نامجی ری در غرب به تمام گروه های تفنگ خط مقدم هنگ حمله کرد. تحت پوشش این آتش، یک هنگ تقویت شده از لشکر 7 KPA از رودخانه Nam عبور کرد و به شرکت‌های F و G، پیاده‌نظام ۳۵ حمله کرد. سایر سربازان KPA از روی پل زیر آب در مقابل زمین شالیزاری در شمال کومام نی و در نزدیکی مرز بین گردان دوم به رهبری سرهنگ جان ال. ویلکینز جونیور که جلوی رودخانه و سرهنگ دوم برنارد را در دست داشتند از نام عبور کردند. گردان اول جی. تیتر که خط تپه ای را که از رودخانه نام تا سیبیدانگ سان و بزرگراه چینجو-ماسان امتداد داشت، نگه می‌دارد. پیاده‌نظام ۳۵ که با کمبود مواد و تجهیزات کمکی مواجه بود، مجهز نبود اما با این وجود برای حمله آماده بود.

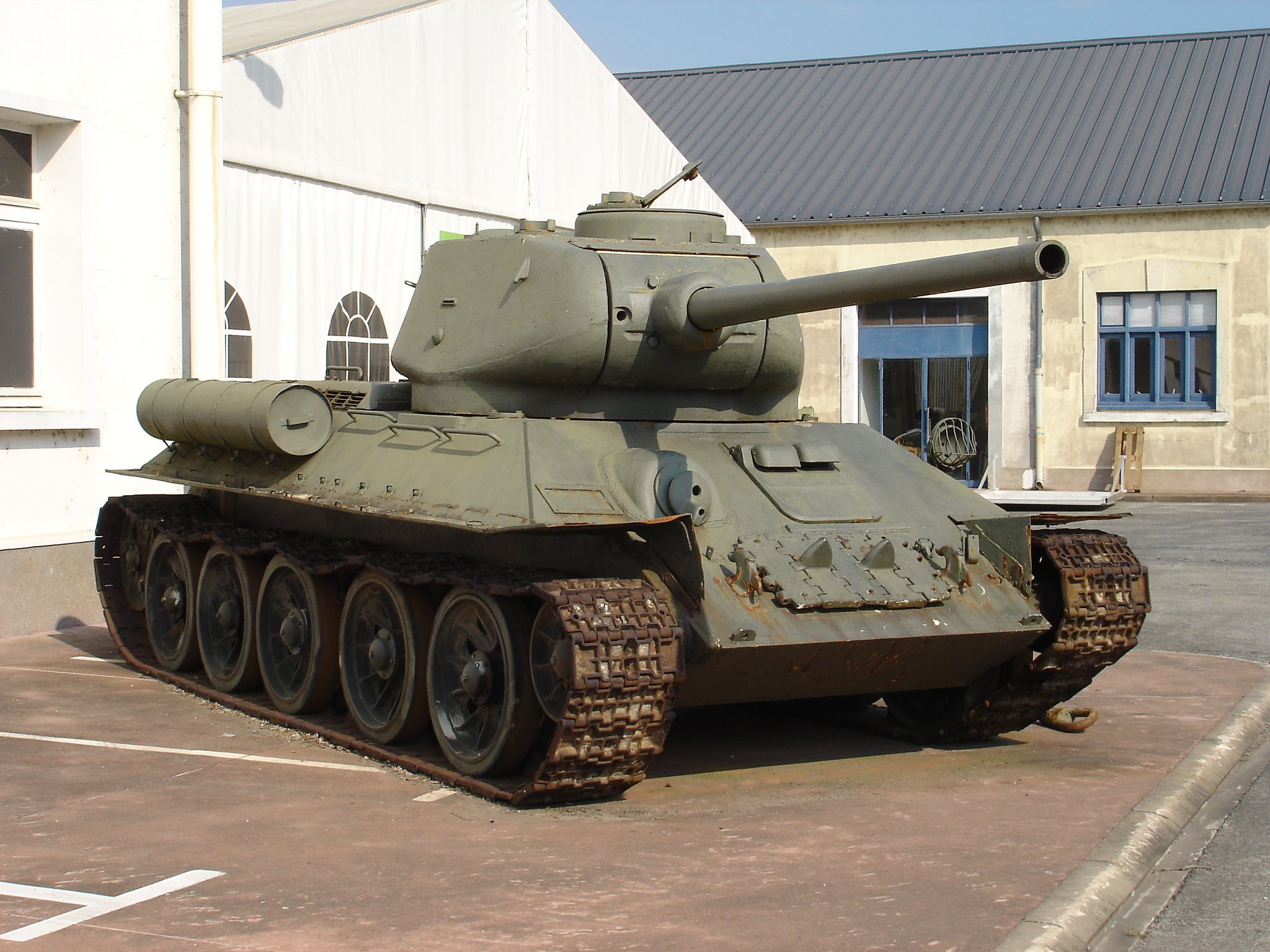
تانک T-34 یک زره استاندارد بود که توسط ارتش کره شمالی در سال ۱۹۵۰ مورد استفاده قرار گرفت و در ماسان نیز حضور داشت.

در محل عبور کشتی رودخانه در پستی بین این دو گردان، فرمانده هنگ ۳۰۰ پلیس ملی ROK را قرار داد و انتظار داشت که آنها به اندازه کافی در آنجا نگه داشته شوند تا به عنوان یک هشدار برای بقیه نیروها باشد. اسلحه از تپه‌های کناری آنجا می‌توانست زمین پست را با آتش بپوشاند. در بازگشت به کومام نی، او گردان سوم را برای استفاده در ضدحمله آماده نگه داشت تا در صورت وقوع، مانع از نفوذ KPA شود. به‌طور غیرمنتظره ای، شرکت‌های پلیس ملی در نزدیکی کشتی در اولین آتش‌سوزی KPA پراکنده شدند. در ساعت ۰۰:۳۰، نیروهای KPA از این سوراخ در خط عبور کردند، برخی از آنها به چپ چرخیدند تا شرکت G را در جناح و عقب خود بگیرند و برخی دیگر به سمت راست چرخیدند تا به شرکت C حمله کنند که بر روی زمینی در غرب کومام نی قرار داشت. جاده. عناصر شرکت‌های C و D یک خط دفاعی در امتداد دایک در لبه شمالی کوم‌نی تشکیل دادند که تانک‌های آمریکایی در سپیده‌دم به آنها ملحق شدند. با این حال، KPA برای دوشاخه جاده کومام نی ۴ مایل (۶٫۴ کیلومتر) رانندگی نکرد در جنوب رودخانه همان‌طور که فرمانده ایالات متحده، سرهنگ دوم هنری فیشر انتظار داشت. در عوض، آنها به سمت شرق به تپه‌های پشت گردان دوم تبدیل شدند.
موقعیت گروهان B، پیاده‌نظام ۳۵، در ۱٬۱۰۰ فوت (۳۴۰ متر) سیبیدانگ سان، در کنار جاده ماسان ۲ مایل (۳٫۲ کیلومتر) در غرب کومام نی و به گروهان منظره ای فرمانروا از حومه اطراف داد. این یک موقعیت کلیدی در خط لشکر ۲۵ بود و فرمانده لشکر ۲۵ ژنرال ویلیام بی کین می‌دانست که KPA آن را زمین مهمی برای هدف قرار دادن برای حمله می‌داند. رگبار آماده‌سازی KPA در آنجا از ساعت ۱۱:۳۰ تا نیمه شب ادامه داشت. تحت این پوشش، دو گردان از هنگ 13 KPA، لشکر ۶، در ۱۵۰ یارد (۱۴۰ متر) حرکت کردند. از روباه‌های آمریکایی. در همان زمان، تانک‌های KPA T-34، اسلحه‌های خودکششی SU-76 و اسلحه‌های ضد تانک به سمت کومام نی در جاده در پای سیبیدانگ سان حرکت کردند. یک تانک آمریکایی M4A3 Sherman در آنجا یک T-34 را درست بعد از نیمه شب منهدم کرد و یک تیم بازوکا ۳٫۵ اینچی یک اسلحه خودکششی و چندین ۴۵ را منهدم کرد. اسلحه‌های ضد تانک میلی‌متری
در تاج Sibidang-san، یک میدان مین ضد نفر اولین حمله پیاده‌نظام KPA را متوقف کرد. حملات بیشتر متوالی دنبال شد که همه آنها با قدرت آتش برتر نیروهای آمریکایی دفع شدند. در ساعت ۰۲:۳۰ تفنگداران شرکت B به قدری از مهمات تهی شدند که شروع به برداشتن گلوله‌های مسلسل از کمربندهای مهمات و استفاده از آنها در تفنگ‌های خود کردند. دسته یک گروهان C در پایه کوه پشت گروهان B با تأمین مهمات گروهان در مدت ۴۵ دقیقه از سیبیدانگ سان صعود کرد. درست قبل از سپیده دم، حمله KPA فروکش کرد. نور روز مقدار زیادی از تجهیزات رها شده KPA را نشان داد که در شیب درست زیر تاج پراکنده بودند، از جمله ۳۳ مسلسل. در میان کشته شدگان KPA، افسر فرمانده هنگ ۱۳ بود.
در سپیده دم در ۱ سپتامبر، یک نیروی امدادی از نیروهای ستادی شرکت C، به رهبری تانک‌های آمریکایی، جاده سیبیدانگ سان را پاکسازی کردند و گروه B گروهان دوم را به موقع برای دفع یک حمله دیگر KPA با مهمات تدارک دیدند. این حمله نافرجام منجر به کشته شدن ۷۷ نفر و تصرف 21 KPA شد. اگرچه پیاده‌نظام ۳۵ تمام مواضع اصلی خود را داشت، به جز جوخه جلو گروهان جی، ۳۰۰۰ سرباز KPA در پشت خطوط آن بودند. دورترین نفوذ شرقی به ارتفاعات درست در جنوب Chirwon مشرف به جاده شمال-جنوب آنجا رسید.
در همین حال، لشکر 6 KPA در بخش ۲۴ پیاده‌نظام ایالات متحده به جنوب دست یافته بود و هنگ را تحت تأثیر قرار داده و آن را مجبور به عقب‌نشینی کرد. گردان دوم، ۲۴ پیاده‌نظام، در یال‌های مشرف به‌هامان، در حالی که سربازانش بدون دستور عقب‌نشینی کردند، عقب رانده شدند. بازماندگان گردان‌های ۱ و ۲ پیاده‌نظام ۲۴ بعداً در خطوط ۳۵ ظاهر شدند و فرماندهان هنگ دریافتند که کل هنگ تحت حمله KPA متلاشی شده‌است. کین به گردان ۱، پیاده‌نظام ۲۷ دستور داد تا وارد شوند و به بازگرداندن موقعیت ۲۴ کمک کنند.

### نفوذ کره شمالی
در یک ضد حمله پس از روشنایی روز، شرکت K و تانک‌ها تا حدی کنترل بر یال‌های مشرف به‌هامان را به دست گرفتند، اما نه به‌طور کامل. تعداد زیادی از KPA در پشت مواضع نبرد پیاده‌نظام ۳۵ تا مناطق Chirwon-ni و Chung-ni, ۶ مایل (۹٫۷ کیلومتر) بودند. شرق کمام نی و مواضع جبهه. KPA پس از روشنایی روز در ۱ سپتامبر در منطقه عمومی شکاف بین گردان‌های ۱ و ۲ به عبور از رودخانه نام ادامه داد. هواپیماهای ناظر سازمان ملل حدود چهار شرکت را در حال عبور از آنجا مشاهده کردند و آتش گردان توپخانه ۶۴ میدانی را به سمت نیروی عبوری هدایت کردند که تقریباً سه چهارم آن را نابود کرد. هواپیماهای جنگنده پس از آن به بازماندگان حمله کردند. گروه بزرگ دیگری از KPA بعداً در روز در فضای باز رودخانه مشاهده شدند و هواپیماهای آمریکایی آتش توپخانه را بر روی ستون هدایت کردند و تخمین زده می‌شود که ۲۰۰ تلفات KPA داشته باشند.
طرح حمله سپاه I KPA در زیر رودخانه نام برای این بود که لشکر ۶ آن در امتداد بزرگراه اصلی چینجو - کومام نی - ماسان از طریق گردان ۱، پیاده‌نظام ۳۵ به شرق و در همان زمان برای عناصر اصلی لشکر ۷ خود پیش برود. برای تاب خوردن به سمت جنوب شرقی پشت گردان دوم، پیاده‌نظام ۳۵، و قطع جاده چیروون. این جاده از رودخانه Naktong از روی پل فولادی کنسول در Namji-ri از منطقه دوم پیاده‌نظام ایالات متحده عبور می‌کرد و از طریق Chirwon به سمت جنوب می‌رفت تا به بزرگراه اصلی Masan در ۸ مایل (۱۳ کیلومتر) بپیوندد. شرق کومام نی در نزدیکی روستای چونگ نی، ۴ مایل (۶٫۴ کیلومتر) شمال غربی ماسان. این دو مسیر، بزرگراه کومام نی- ماسان و جاده چیروون که در چانگ نی به هم می‌رسند، محورهای طرح حمله آنها را تشکیل می‌دادند.
نیروهای مهندسی ایالات متحده که در طول ۱ سپتامبر در جاده فرعی به سمت چیروون متقابل می‌کردند، پیشرفت کندی داشتند و KPA آنها را در اوایل بعد از ظهر متوقف کرد. پیاده‌نظام ۳۵ اکنون توسط نیروهای لشکر ۶ و 7 KPA محاصره شده بود و تقریباً سه گردان از آنها در پشت خطوط خود بودند. فیشر بعداً در مورد این وضعیت گفت: "من هرگز قصد عقب نشینی نداشتم. جایی برای رفتن نبود. من قصد داشتم به یک محیط هنگ بروم و نگه دارم.»

### ضد حمله ۲–۲۷ پیاده‌نظام ایالات متحده

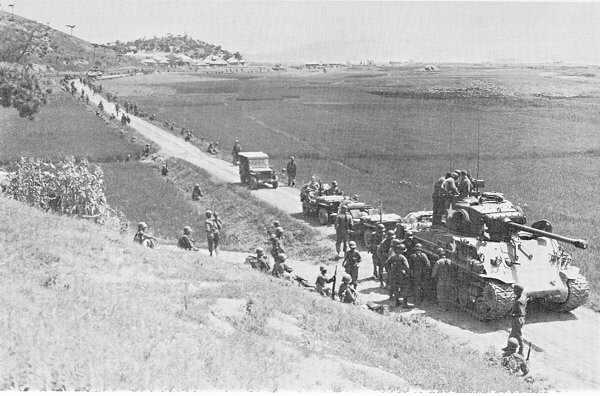
نیروهای گردان دوم، پیاده ۲۷ از جاده مهندس بازپس‌گیری شده عبور می‌کنند.

در اواسط بعد از ظهر، کین احساس کرد که این وضعیت یک تهدید جدی برای یکپارچگی خط لشکر است. او به گردان دوم، هنگ ۲۷ پیاده‌نظام، دستور داد تا در پشت پیاده‌نظام ۳۵ حمله کنند، زیرا بخش زیادی از توپخانه لشکر در آنجا تحت حمله مستقیم پیاده‌نظام KPA قرار داشت. در ساعات صبح اول سپتامبر، زمانی که نیروهای لشکر 7 KPA حمله کردند، اولین واحد آمریکایی که با آن مواجه شدند، گروه G، ۳۵ پیاده‌نظام، در شانه شمالی شکاف بود. در حالی که برخی از واحدهای KPA برای حمله به شرکت G اقدام به حمله کردند، برخی دیگر به راه خود ادامه دادند و با شرکت E در ۲ مایل (۳٫۲ کیلومتر) درگیر شدند. در پایین دست آن، و دیگران به واحدهای پراکنده گروهان اف تا لشکر یکم آن حمله کردند که از پل نامجی ری محافظت می‌کرد. در آنجا، در جناح راست افراطی لشکر ۲۵، این جوخه یک نیروی KPA را پس از یک درگیری شدید بیرون راند. تا ۲ سپتامبر، گروه E بیشتر یک گردان KPA را در نبردهای سنگین نابود کرد.
از بین تمامی یگان‌های گردان دوم، گروهان جی سخت‌ترین ضربات را دریافت کرد. قبل از سپیده دم ۱ سپتامبر، نیروهای KPA جوخه‌های گروه G را بر روی تپه‌های جداگانه زیر حمله سنگین داشتند. اندکی بعد از ساعت ۰۳:۰۰ لشکر ۳ گروهان خمپاره‌انداز سنگین را زیر گرفته و از موضع بیرون کردند. این خمپاره بانان از تپه ۱۷۹ بالا رفتند و بر روی تاج آن به دسته دوم گروهان جی پیوستند. در همین حال، دسته سوم گروهان جی، بر روی یک تپه کم ارتفاع در کنار رودخانه نام ۴ مایل (۶٫۴ کیلومتر) از محل تلاقی آن با رودخانه ناکتانگ، نیز مورد حمله نزدیک قرار گرفت. بعد از روشنایی روز، کاپیتان LeRoy E. Majeske، فرمانده گروه G، درخواست تمرکز توپخانه و حملات هوایی کرد، اما آنها دیر آمدند. در ساعت 11:45 KPA تقریباً به قله تپه رسیده بود و تنها فضای باریکی دو نیرو را از هم جدا می‌کرد. چند دقیقه بعد ماژسک کشته شد و ستوان دوم جورج روچ، فرمانده دسته سوم، دوباره وضعیت را گزارش کرد و درخواست حمله هوایی کرد. نیروی هوایی ایالات متحده حمله را در سمت تپه تحت کنترل KPA انجام داد و این حملات را بررسی کرد. در این زمان بسیاری از نیروهای KPA چاله‌های روباه را در موقعیت جوخه اشغال کرده بودند و از آنجا نارنجک‌ها را به قسمت‌های دیگر این موقعیت پرتاب کردند. یکی از نارنجک‌ها روچ را در اوایل بعدازظهر کشت. گروهبان درجه یک جونیوس پووی، یک رهبر گروه، اکنون فرماندهی را بر عهده گرفت. تا ساعت ۱۸:۰۰ پووی تنها ۱۲ نیروی مؤثر در جوخه باقی مانده بود، ۱۷ نفر از ۲۹ مردی که هنوز زنده بودند زخمی شدند. در حالی که مهمات تقریباً از بین رفته بود، پووی درخواست کرد و اختیاری برای عقب‌نشینی در موقعیت اصلی شرکت G دریافت کرد. پس از تاریک شدن هوا، ۲۹ مرد که سه نفر از آنها برانکارد حمل می‌کردند، با ورود تانک‌های آمریکایی عقب‌نشینی کردند. گروه در ساعت ۲۳:۳۰ به موقعیت شرکت G در هیل ۱۷۹ رسید.

### بن‌بست
در حالی که گروه G مواضع خود را بر روی تپه ۱۷۹ در ۲ سپتامبر در برابر حمله KPA حفظ کرد، گردان ۲، پیاده‌نظام ۲۷ در ساعت ۱۷:۰۰ از منطقه Chung-ni حمله به سمت شمال غربی را آغاز کرد. این گردان در برابر نیروهای مهیب KPA پیشروی کندی داشت. شب به شدت تاریک بود و زمین در امتداد جاده کشتی کوهه ری کوهستانی بود. گردان پس از درگیری در طول شب، روز بعد در ساعت ۱۵:۰۰ به موقعیتی در جنوب مواضع پدافندی اولیه گروهان جی، ۳۵ پیاده رسید. یک حمله هماهنگ توسط زرهی، توپخانه، هوایی و پیاده‌نظام ایالات متحده آغاز شد و تا ساعت ۱۸:۰۰ گردان خط نبرد را دوباره برقرار کرد. در این حمله، گردان دوم، پیاده ۲۷، 275 KPA را کشت و بخش زیادی از تجهیزاتی را که گروه G قبلاً از دست داده بود، به دست آورد.
گردان دوم، پیاده ۲۷ در شب ۱۲ شهریور در مواضع بازپس گرفته شده باقی ماندند. در ساعت ۰۸:۰۰ صبح روز بعد، گروهان G، پیاده‌نظام ۳۵، آن را در مواضع بازپس گرفته شده رها کرد و پیاده‌نظام ۲–۲۷ حمله خود را به سمت جاده تدارکات آغاز کرد. در حالی که این در حال انجام بود، خبر رسید که KPA دوباره شرکت G را از موقعیت تازه تأسیس خود بیرون راند. پیاده‌نظام ۲–۲۷ برگشت، حمله کرد و یک بار دیگر مواضع گروه G را بازیابی کرد. در ساعت ۱۲:۰۰ ۴ سپتامبر، پیاده‌نظام ۲–۲۷ دوباره این مواضع را به گروهان G تحویل داد و حمله خود را به عقب در امتداد جاده در شکاف بین گردان‌های ۱ و ۲، پیاده ۳۵ از سر گرفت. تقریباً بلافاصله با نیروهای KPA در تماس بود. به زودی مسلسل‌های KPA از سه جهت به سوی نیروهای آمریکایی شلیک کردند. باران‌های سیل آسا بارید و دید ضعیف شد. در این زمان، ۲–۲۷ پیاده‌نظام با کمبود مهمات مواجه بود. فرمانده به گردان دستور داد ۵۰۰ یارد (۴۶۰ متر) عقب‌نشینی کند به زمین مساعد به طوری که بتواند دوباره تأمین شود.
ثابت شد که تأمین مجدد کار دشواری است. گردان دو روز قبل در حمله به موضع گروهان مسیر تدارکات را پاکسازی کرده بود اما اکنون دوباره بسته شد. فرمانده گردان درخواست تدارکات هوایی کرد و صبح روز بعد، ۱۴ شهریور، ۸ فروند هواپیمای ترابری تدارکات را انجام دادند و گردان دوم، ۲۷ پیاده، آماده بود تا حمله خود را به عقب از سر بگیرد. تا عصر، جاده تدارکاتی و زمین مجاور را از نفوذ KPA به مسافت ۸٬۰۰۰ یارد (۷٬۳۰۰ متر) پاکسازی کرده بود. در عقب مواضع خط مقدم شرکت G. در آنجا، پیاده‌نظام ۲–۲۷ دستور توقف و آماده شدن برای حمله به شمال شرقی را دریافت کرد تا با گردان ۱، پیاده‌نظام ۲۷ پیوند بخورد.

### پیاده‌نظام ۳–۲۷ ایالات متحده به سمت بالا حرکت می‌کند
پس از اینکه ۲–۲۷ پیاده‌نظام در ۲ سپتامبر منطقه چونگ-نی را در حمله خود به سمت گروه G ترک کرد، KPA به پست فرماندهی ۲۴ پیاده‌نظام و چندین موقعیت توپخانه حمله کرد. برای رویارویی با این وضعیت جدید، ژنرال کین به گردان باقی مانده از پیاده‌نظام ۲۷، به فرماندهی سرهنگ دوم جورج اچ. دچاو، دستور داد تا به KPA که در آنجا عمل می‌کرد، حمله کرده و آن را نابود کنند.

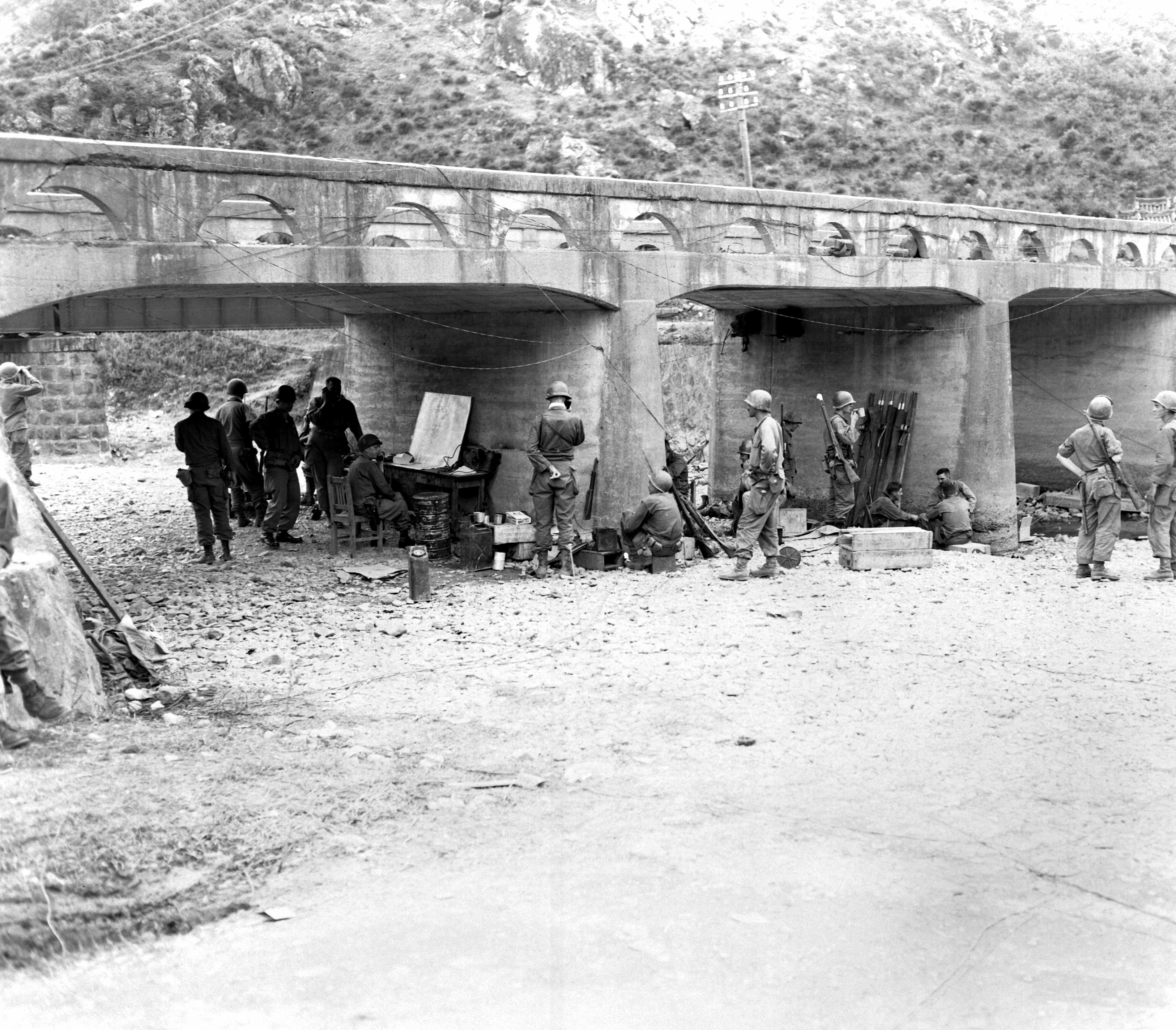
پست فرماندهی ۲۷ پیاده‌نظام در زیر پل نزدیک‌هامان

پس از یک مبارزه صبح زود در روز ۳ سپتامبر علیه صدها KPA در مجاورت مواضع توپخانه، گردان دیچاو در ساعت ۱۵:۰۰ حمله خود را بر فراز زمین مرتفع و ناهموار غرب «نعل اسبی» به عنوان منحنی عمیق در جاده ماسان آغاز کرد. نامیده شد، ۴ مایل (۶٫۴ کیلومتر) شرق کمام نی. مأموریت آن تصرف و ایمن‌سازی ارتفاعات مسلط بر نعل اسبی و سپس کاهش فشار بر روی عقب پیاده‌نظام ۲۴ بود. در ابتدا فقط یک توپخانه در موقعیت پشتیبانی از حمله قرار داشت. پس از اینکه گردان مقداری پیشروی کرد، یک نیروی KPA که تعداد آن‌ها بیش از ۱۰۰۰ نفر تخمین زده می‌شود، به آن حمله متقابل کرد و تلفات سنگینی را وارد کرد که شامل ۱۳ افسر بود. تانک‌های اضافی ایالات متحده برای کمک به ایمن‌سازی جناح راست و عقب در معرض دید به سمت بالا حرکت کردند و حملات هوایی به مهار نیروی KPA کمک کرد. گردان در نهایت موفق به تصرف ارتفاعات شد.
صبح روز بعد، ۴ سپتامبر، به جای ادامه حمله به سمت پایگاه فرماندهی ۲۴ پیاده‌نظام، گردان سوم، پیاده‌نظام ۲۷ دستور حمله به منطقه کومام نی را دریافت کرد، جایی که نیروهای KPA در مواضع توپخانه ایالات متحده در حال نبرد بودند. این حمله در ساعت ۰۹:۰۰ در مقابل آتش سنگین سلاح‌های سبک آغاز شد. در بعدازظهر، باران شدید حمله را کند کرد، اما پس از یک نبرد تمام روز، I و K Companies با کمک حملات هوایی متعدد، ارتفاعات مسلط بر چهارراه کمام نی را تصرف کردند. تلفات متعدد در گردان باعث شده بود کین شرکت C، گردان رزمی ۶۵ مهندس را به آن متصل کند. روز بعد، ۵ سپتامبر، گردان ۳، پیاده‌نظام ۲۷ حمله خود را از طریق زمین‌های ناهموار به سمت‌هامان چرخاند و به سمت نزدیکی پایگاه فرماندهی پیاده‌نظام ۲۴ حرکت کرد. در حمله خود، گردان سوم بیش از ۳۰۰ کشته از KPA در منطقه ای که از آن عبور کرد، شمارش کرد.

### توپخانه حمله کرد
سلسله اتفاقاتی که باعث شد کیان جهت حمله دیچو به سمت کومام نی را تغییر دهد در ساعت ۰۱:۰۰ ۳ سپتامبر آغاز شد. گردان ۱، پیاده‌نظام ۳۵، در این زمان بیش از هر واحد دیگری از نیروهای سازمان ملل در کره به سمت غرب بیرون زد. در پشت مواضع آن در سیبیدانگ سان، مسیر اصلی تدارکات و مناطق عقب در دست KPA بود و تنها در نور روز و تحت اسکورت وسایل نقلیه می‌توانستند در جاده حرکت کنند. در سیبیدانگ سان، گردان پس از نبرد سنگین ۱ سپتامبر، مواضع اصلی خود را حفظ کرده بود، کاملاً توسط سیم خاردار، تله‌های انفجاری و شراره محاصره شده بود، و تمام سلاح‌های پشتیبانی در اطراف آن قرار داشتند. این گردان از این مزیت برخوردار بود که آتش توپخانه حفاظتی را فراخوانی می‌کرد که همه مسیرها را پوشش می‌داد. یک ساعت پس از نیمه شب، یک حمله KPA به گردان حمله کرد. نبرد در آنجا تا سحرگاه ۳ سپتامبر ادامه داشت، زمانی که گردان یکم، ۳۵ پیاده‌نظام، ۱۴۳ کشته از KPA را در مقابل مواضع خود شمارش کرد و بر این اساس برآورد کرد که مجموع تلفات KPA باید حدود ۵۰۰ نفر باشد. واحدهای ۳۵ همچنین از امتیازات قوی ساخته شده در طول نبرد برخوردار بودند که KPA نتوانست به آنها نفوذ کند.
در این نبرد شبانه گردان ۶۴ توپخانه صحرایی با پشتیبانی از گردان یکم مستقیماً درگیر جنگ شد. حدود 50 KPA قبل از سپیده دم به موقعیت A Battery نفوذ کردند و به آن حمله کردند. KPA با استفاده از مسلسل دو موقعیت محیطی توپخانه-مسلسل را زیر گرفت و در ساعت ۰۳:۰۰ به قطعات توپخانه نفوذ کرد. در آنجا کاپیتان اندرو سی اندرسون و افرادش در نبرد تن به تن با KPA جنگیدند. برخی از اسلحه‌ها به‌طور موقت به دست KPA افتاد، اما توپخانه‌ها حمله را دفع کردند، با کمک تمرکز آتش از باتری C، گردان توپخانه ۹۰ میدانی در نزدیکی، که KPA را از نیروهای کمکی قطع کرد. A Battery در دفاع از اسلحه‌های خود در این نبرد شبانه هفت مرد را از دست داد و ۱۲ نفر مجروح شدند.
جنگ در حمایت از جبهه رودخانه نام در بخش شمالی بخش لشکر ۲۵، پنج باتری گردان‌های توپخانه ۱۵۹ و ۶۴ میدانی بود که ۱۰۵ شلیک کردند. هویتزرهای میلی‌متری و یک باتری از گردان توپخانه ۹۰ میدانی که ۱۵۵ شلیک کرد. هویتزرهای میلی‌متری، در مجموع ۳۶ اسلحه. یک ۱۵۵ هویتزر میلی‌متری از کومام نی به سمت منطقه شمال چونگام نی، مسیری برای تدارکات لشکر 6 KPA شلیک کرد. یکی دیگر از قطعات توپخانه رو به جلو، پل ایریونگ نی بر روی نام را زیر آتش نگه داشت. توپخانه لشکر ۲۵ تخمین زد که حدود ۱۸۲۵ سرباز KPA را در سه روز اول سپتامبر کشته‌است. در این برهه حساس، نیروی هوایی پنجم ایالات متحده برای پشتیبانی از نیروی زمینی، قدرت آتش خود را به توپخانه لشکر اضافه کرد. ژنرال والتون اس. واکر، فرمانده ارتش هشتم، پیروزی سازمان ملل در این بخش را مستقیماً به حمایت هوایی گسترده لشکر خود در نبرد نسبت داد.

### کره شمالی عقب رانده شد
نبرد تلخ و سردرگم در پشت خط پیاده‌نظام ۳۵ برای هفته بعد ادامه یافت. گردان‌ها، گروهان‌ها و جوخه‌ها، منزوی و منزوی، مستقل از کنترل و کمک‌های بالاتر، به جز برای پرتاب‌های هوایی که بسیاری از آنها را تأمین می‌کرد، می‌جنگیدند. ایردراپ همچنین نیروهای امدادی را که تلاش می‌کردند به یگان‌های خط مقدم برسند، تأمین کرد. تانک‌ها و خودروهای زرهی با آذوقه و مهمات به سمت واحدهای ایزوله حرکت کردند و مجروحان بدحال را در سفرهای برگشت به عقب بردند. به‌طور کلی، پیاده‌نظام ۳۵ در مواضع اصلی خط نبرد خود می‌جنگید، در حالی که ابتدا یک گردان، و بعداً دو گردان از پیاده‌نظام ۲۷، از طریق ۳۰۰۰ تخمین زده شده KPA که در پشت آن فعالیت می‌کردند، به سمت آن جنگیدند.
اگرچه لشکر ۲۵ عموماً پس از ۵ سپتامبر تحت فشار کمتری از سوی واحدهای KPA قرار داشت، اما همچنان حملات محلی شدیدی وجود داشت. در ۶ سپتامبر، گردان ۱، پیاده ۲۷، از منطقه‌هامان به سمت شمال حرکت کرد تا به گردان دوم در پاکسازی نیروهای KPA در پشت پیاده‌نظام ۳۵ و زیر رودخانه نام بپیوندد. بین پیاده‌نظام ۳۵ در موقعیت‌های تپه خود در امتداد رودخانه و یگان‌های پیاده‌نظام ۲۷ حمله کننده، تعداد زیادی از KPA کشته شدند. طبق گزارش‌ها، شانزده گروه مختلف با تلفات سنگین در طول روز متفرق شدند. تا صبح روز ۷ سپتامبر شواهد واضحی وجود داشت که بازماندگان لشکر 7 KPA در تلاش برای فرار از رودخانه Nam بودند. با این حال KPA حمله دیگری را علیه پیاده‌نظام ۳۵ انجام داد که به سرعت آن را دفع کرد. لشکر ۲۵ پیاده‌نظام بیش از ۲۰۰۰ کشته KPA را که بین ۱ و ۷ سپتامبر در پشت خطوط خود کشته شدند، دفن کرد. این تعداد شامل کشته شدگان جلوی مواضع آن نمی‌شود.
بارش شدید باران باعث بالا آمدن رودخانه‌های Nam و Naktong در ۸ و ۹ سپتامبر شد و خطر عبور و مرور جدید را کاهش داد. در ۸ سپتامبر، پس از اینکه پیاده‌نظام ۳۵ به مدت یک هفته از آن محافظت می‌کرد، موستانگ‌های دوقلوی F-82 USAF به اشتباه پل نامجی-ری را بر فراز ناکتانگ بمباران کردند و با یک ۵۰۰-پوند (۲۳۰-کیلوگرم) بمب ۸۰ فوت (۲۴ متر)) را نابود کرد دهانه مرکزی. قرار بود در این زمان فقط پل‌های شمال محل اتصال Nam به Naktong مورد حمله هوایی قرار گیرند. برخی از فرماندهان محلی فکر می‌کردند که اگر KPA این پل را دور می‌زد و از ناکتانگ دورتر از شرق عبور می‌کرد، چیزی بین آنها و پوسان وجود نداشت. با این حال، حملات KPA علیه گردان دوم، پیاده‌نظام ۳۵ هر شب رخ می‌داد. مسیرهای پل در ضلع شمالی مین گذاری شده بود. در یک زمان حدود ۱۰۰ کشته KPA در آن منطقه خوابیده بودند. از ۹ تا ۱۶ سپتامبر، حملات محدودی در جبهه پیاده‌نظام ۳۵ انجام شد، اما بیشتر حرکت KPA شکسته شده بود و آنها نتوانستند دوباره حملات قوی را علیه هنگ انجام دهند.

### عقب‌نشینی کره شمالی
ضد حمله سازمان ملل در اینچون، KPA را دور زد و تمام مسیرهای اصلی تأمین و تقویت آنها را قطع کرد. در ۱۶ سپتامبر، زمانی که ارتش هشتم از لشکر ۲۵ پیاده‌نظام محیطی پوسان شروع به شکست کرد، همچنان در پشت خطوط خود با نیروهای KPA می‌جنگید، و نقاط قوی KPA در ارتفاعات کوه نبرد، P'il-bong و Sobuk-san وجود داشت. کین احساس می‌کرد که لشکر تنها زمانی می‌تواند در امتداد جاده‌ها به سمت چینجو پیشروی کند که مرکز کوهستانی جبهه لشکر روشن باشد؛ بنابراین او معتقد بود که کلید پیشروی لشکر ۲۵ در مرکز آن قرار دارد، جایی که KPA ارتفاعات را در اختیار داشت و هنگ ۲۴ پیاده‌نظام را تحت حمله روزانه قرار می‌داد. پیاده ۲۷ در سمت چپ و پیاده ۳۵ در سمت راست، با قدم زدن در جاده‌های بین چینجو و ماسان، مواضع خود را حفظ کردند و تا زمانی که وضعیت در مقابل پیاده ۲۴ بهبود نیافت، نتوانستند پیشروی کنند.
در ۱۹ سپتامبر، سازمان ملل متوجه شد که KPA کوه نبرد را در طول شب رها کرده‌است و گردان ۱، پیاده‌نظام ۲۴، به سمت بالا حرکت کرده و آن را اشغال کرده‌است. در سمت راست، پیاده‌نظام ۳۵ شروع به حرکت به جلو کرد. فقط مقاومت خفیفی وجود داشت تا اینکه به ارتفاعات روبروی Chungam-ni رسید، جایی که سربازان مخفی KPA در سوراخ‌های عنکبوت به سربازان گردان اول از پشت شلیک کردند. روز بعد گردان اول چونگام نی را تصرف کرد و گردان دوم خط خط الراس طولانی را که از شمال غربی آن تا رودخانه نام ادامه داشت تصرف کرد. در همین حال، KPA همچنان به شدت در برابر لشکر چپ که در آن پیاده‌نظام ۲۷ در تلاش برای پیشروی درگیری سنگینی داشت، ایستادگی کرد.
KPA در شب ۱۸–۱۹ سپتامبر از منطقه ماسان عقب‌نشینی کرد. لشکر 7 KPA از جنوب رودخانه نام عقب‌نشینی کرد در حالی که لشکر ۶ عناصری را برای پوشاندن کل جبهه کنار زد. تحت پوشش لشکر ۶، لشکر ۷ تا صبح ۱۹ سپتامبر به سمت شمال رودخانه نام عبور کرده بود. سپس لشکر 6 KPA از مواضع خود در سوبوک سان عقب‌نشینی کرد. واحدهای آمریکایی به سرعت آنها را به سمت شمال تعقیب کردند و از مواضع کوه نبرد که دیگر اهمیت استراتژیک نداشتند عبور کردند.

## عواقب
پیاده‌نظام ۳۵ در جریان نبرد متحمل ۱۵۴ کشته، ۳۸۱ زخمی و دو مفقود شد. پیاده‌نظام ۲۷ در مجموع ۱۱۸ کشته، ۳۸۲ مجروح، و یک اسیر را در طول نبرد پیرامون پوسان از دست داد، با این حال این شامل ۵ کشته و ۵۴ زخمی در نبرد بولینگ آلی و حدود ۱۵۰ تلفات در اولین نبرد Naktong Bulge بود. در پشتیبانی از عملیات رودخانه نام، گردان ۶۴ توپخانه صحرایی ۱۶ کشته، ۲۷ مجروح، یک اسیر و ۵ مفقود، گردان ۱۵۹ توپخانه ۱۸ کشته و ۴۱ زخمی و گردان ۹۰ توپخانه ۱۵ مجروح و ۵۴ زخمی شدند. یکی گم شده هنگ در عقب راندن KPA آنقدر خوب عمل کرده بود که کین آن را برای استناد واحد ریاست جمهوری نامزد کرد.
KPA در این نبرد به شدت متحمل آسیب شد و اکثر آنها در این حمله تلفات شدند. تا اواسط سپتامبر، لشکر 7 KPA به تنها ۴۰۰۰ نفر کاهش یافت که ۶۰۰۰ نفر از زمانی که به منطقه متعهد شده بود، تلف شد. تنها ۲۰۰۰ نفر از لشکر 6 KPA به کره شمالی بازگشتند که ۸۰ درصد از نیروی آن را از دست داد. گروه‌های بزرگی از نیروهای لشکر هنگام تلاش برای بازگشت به کره شمالی، از جمله حداکثر ۳۰۰۰ سرباز، دستگیر شدند. نیروی مهاجم بیش از ۲۰۰۰۰ نفر تا پایان مبارزات در ماسان به تنها ۶۰۰۰ نفر کاهش یافته بود.
نبرد در ماسان در تمام شش هفته نبرد پیرامون پوسان به بن‌بست تلخی باقی ماند. هر یک از طرفین در تلاش برای عقب‌نشینی مجبور به حملات متعدد بر روی طرف دیگر شدند، اما KPA نتوانست محیط سازمان ملل را سوراخ کند، و نیروهای سازمان ملل نتوانستند KPA را تا جایی که مجبور به عقب‌نشینی شدند، تحت تأثیر قرار دهند. این نبرد به خودی خود یک پیوند تاکتیکی بود، زیرا هیچ‌یک از طرفین نمی‌توانستند قاطعانه یکدیگر را شکست دهند، اما واحدهای سازمان ملل به هدف استراتژیک خود یعنی جلوگیری از پیشروی KPA به سمت شرق و تهدید پوسان دست یافتند. در عوض، آنها توانستند در برابر حملات مکرر تا حمله اینچون و شکست پوسان، خط را حفظ کنند و بنابراین در درگیری‌های بعدی KPA را شکست دادند.

## یادداشت
1. ↑  (Appleman 1998)
2. ↑  (Varhola 2000)
3. ↑  (Fehrenbach 2001)
4. 1 2  (Appleman 1998)
5. ↑  (Appleman 1998)
6. 1 2  (Bowers، Hammong و MacGarrigle 2005)
7. ↑  (Appleman 1998)
8. ↑  (Fehrenbach 2001)
9. ↑  (Alexander 2003)
10. ↑  (Appleman 1998)
11. ↑  (Alexander 2003)
12. 1 2  (Catchpole 2001)
13. ↑  (Fehrenbach 2001)
14. ↑  (Fehrenbach 2001)
15. 1 2  (Fehrenbach 2001)
16. ↑  (Millett 2000)
17. 1 2  (Alexander 2003)
18. ↑  (Appleman 1998)
19. ↑  (Alexander 2003)
20. 1 2  (Appleman 1998)
21. 1 2 3  (Bowers، Hammong و MacGarrigle 2005)
22. ↑  (Bowers، Hammong و MacGarrigle 2005)
23. 1 2 3 4 5  (Appleman 1998)
24. 1 2 3  (Alexander 2003)
25. ↑  (Bowers، Hammong و MacGarrigle 2005)
26. ↑  (Bowers، Hammong و MacGarrigle 2005)
27. 1 2 3 4 5 6 7 8 9 10  (Bowers، Hammong و MacGarrigle 2005)
28. ↑  (Bowers، Hammong و MacGarrigle 2005)
29. 1 2 3  (Appleman 1998)
30. ↑  (Bowers، Hammong و MacGarrigle 2005)
31. 1 2 3  (Bowers، Hammong و MacGarrigle 2005)
32. 1 2  (Appleman 1998)
33. ↑  (Appleman 1998)
34. 1 2 3 4 5  (Appleman 1998)
35. 1 2 3  (Appleman 1998)
36. 1 2 3 4  (Bowers، Hammong و MacGarrigle 2005)
37. 1 2 3  (Appleman 1998)
38. 1 2 3  (Appleman 1998)
39. ↑  (Bowers، Hammong و MacGarrigle 2005)
40. ↑  (Bowers، Hammong و MacGarrigle 2005)
41. 1 2 3 4  (Appleman 1998)
42. ↑  (Bowers، Hammong و MacGarrigle 2005)
43. 1 2  (Appleman 1998)
44. 1 2  (Bowers، Hammong و MacGarrigle 2005)
45. 1 2  (Appleman 1998)
46. ↑  (Bowers، Hammong و MacGarrigle 2005)
47. ↑  (Appleman 1998)
48. ↑  (Bowers، Hammong و MacGarrigle 2005)
49. ↑  (Appleman 1998)
50. ↑  (Appleman 1998)
51. ↑  (Bowers، Hammong و MacGarrigle 2005)
52. 1 2 3  (Appleman 1998)
53. 1 2  (Bowers، Hammong و MacGarrigle 2005)
54. ↑  (Ecker 2004)
55. ↑  (Appleman 1998)
56. ↑  (Appleman 1998)